# イヴァン5世 (リャザン大公)
イヴァン5世（Иван Иванович Рязанский / Ivan Ivanovich, 1496年 - 1534年）は、最後のリャザン大公。イヴァン4世の長男、母はアグリッピナ・イヴァノヴナ。
1500年に父の死去と同時に名目上の公国の君主となり、最初は祖母アンナ・ヴァシリエヴナの、その死後は母アグリッピナの摂政を受けた。長い摂政時代に、リャザン公国は隣国モスクワ大公国の強い影響下におかれることになった。イヴァンは成人後、親リトアニア派の影響を受けるようになった。1520年モスクワ大公ヴァシーリー3世はイヴァン5世をモスクワへ呼び寄せ、到着と同時に投獄した。ところが翌1521年にクリミア・ハン国のメフメト・ギレイがモスクワ攻撃を開始すると、イヴァン5世はその隙にリトアニアへの脱出に成功し、リトアニアで終身の所領を与えられた。彼の逃亡後、既に領土の半分を奪われていたリャザン公国はモスクワ大公国に完全に併合され、リャザン行政区（namestnichestvo）が設置された。イヴァン5世は1534年、子供の無いまま死去した。